# Epistephium sessiliflorum
Epistephium sessiliflorum är en orkidéart som beskrevs av John Lindley. Epistephium sessiliflorum ingår i släktet Epistephium och familjen orkidéer.
Artens utbredningsområde är Colombia. Inga underarter finns listade i Catalogue of Life.